# Ebsdorfergrund

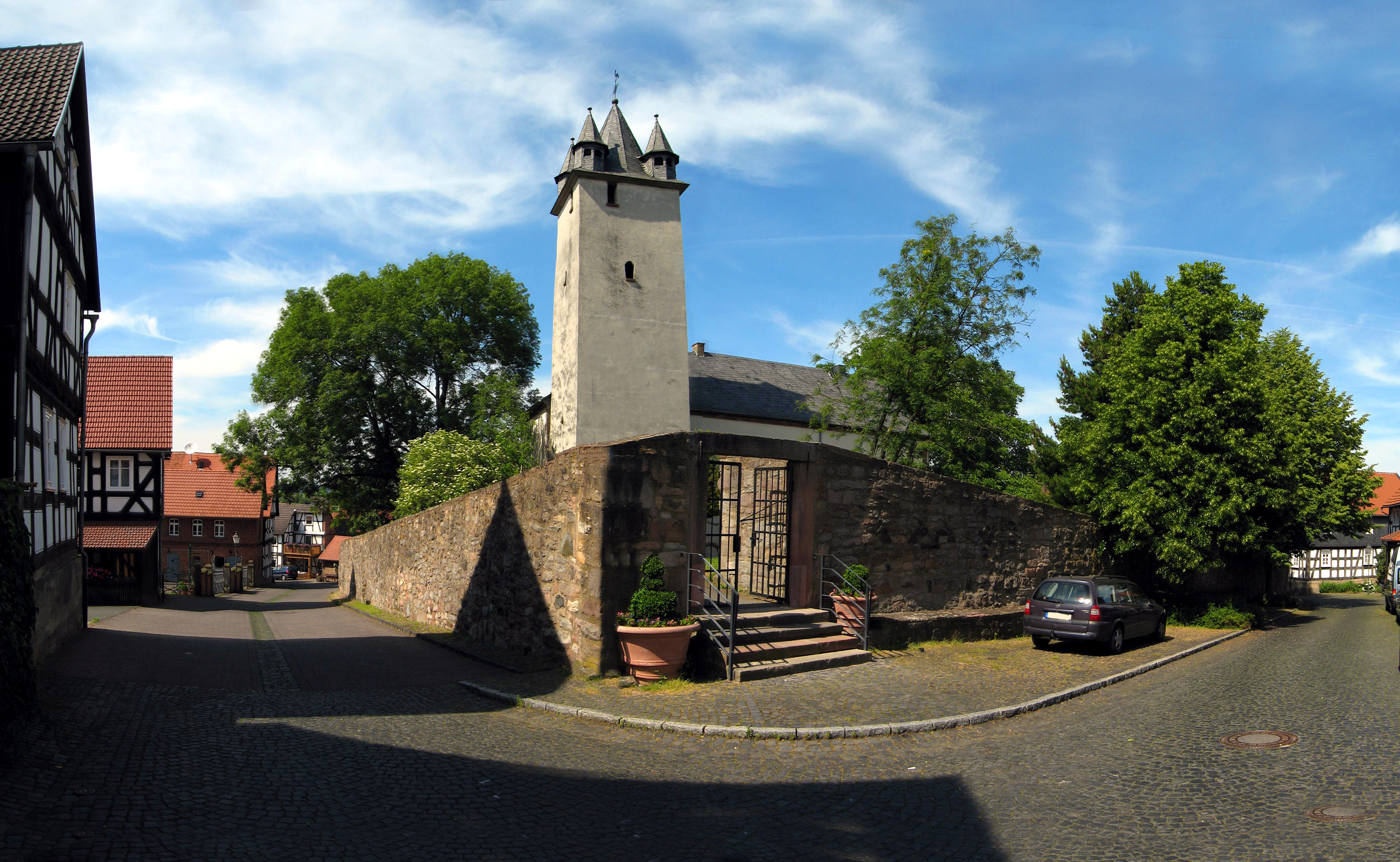
Wehrkirche im alten Ortskern von Ebsdorf

Ebsdorfergrund ist eine aus elf Dörfern bestehende Gemeinde im Südosten des mittelhessischen Landkreises Marburg-Biedenkopf. Ihr Verwaltungssitz befindet sich in Dreihausen.

## Geografie

### Geografische Lage
Das Gebiet der Großgemeinde Ebsdorfergrund erstreckt sich über weite Teile des namensgebenden Ebsdorfer Grundes, der den südlichen Teil des Amöneburger Beckens darstellt und fast ausschließlich landwirtschaftlich genutzt wird. Im Osten geht das Gemeindegebiet in das Lumda-Plateau (Vorderer Vogelsberg) über, im Westen in die Lahnberge.
Der Großteil der Ortsteile folgt dem Lauf der Zwester Ohm vom Lumda-Plateau nach Nordosten in den Ebsdorfer Grund und schließlich dort nach Südwesten zur Mündung in die Lahn zwischen Marburg und Gießen:
- Wermertshausen (350 m ü. NHN, nah der Quelle)
- Roßberg (310 m ü. NHN)
- Dreihausen (240–270 m ü. NHN)
- Mölln (230 m ü. NHN)
- Heskem (200–220 m ü. NHN, Südwestknick zum Unterlauf)
- Ebsdorf (200–220 m ü. NHN)
- Hachborn (200–220 m ü. NHN)

Auch die Orte Leidenhofen (220 m ü. NHN, unmittelbar südwestlich von Ebsdorf), Ilschhausen (270 m ü. NHN, südlich von Hachborn am Nordhang des Lumda-Plateaus) und Wittelsberg (220–250 m ü. NHN, nordöstlich von Heskem) liegen am Zuflussbereich der Zwester Ohm, was auch für das westliche Beltershausen (250 m ü. NHN, nordwestlich von Heskem) gilt, welches, vor allem im noch westlicheren Teil Frauenberg (300–330 m ü. NHN) nah der Burgruine Frauenberg, bereits zum Osthang der Lahnberge gerechnet werden kann.
Rauischholzhausen (220–280 m ü. NHN, östlich von Wittelsberg am Nordhang des Lumda-Plateaus) ist der einzige Ort, der nicht im Zuflussbereich der Zwester Ohm liegt (sondern in dem der „eigentlichen“ Ohm).

### Nachbargemeinden
Ebsdorfergrund grenzt im Nordwesten an die Stadt Marburg, im Norden an die Stadt Kirchhain, im Nordosten an die Stadt Amöneburg (alle Landkreis Marburg-Biedenkopf) und die Stadt Homberg (Ohm) (Vogelsbergkreis), im Süden an die Gemeinde Rabenau und die Stadt Allendorf (Lumda), im Südwesten an die Stadt Staufenberg (alle drei Landkreis Gießen) sowie im Westen an die Gemeinden Fronhausen und Weimar (Lahn) (beide Landkreis Marburg-Biedenkopf).

### Gemeindegliederung
Die Gemeinde besteht aus den Ortsteilen:
- Beltershausen-Frauenberg (ca. 1074 Einwohner)
- Dreihausen (ca. 1654 Einwohner; Verwaltungssitz)
- Ebsdorf (ca. 1055 Einwohner)
- Hachborn (ca. 1151 Einwohner)
- Heskem mit Mölln (ca. 894 Einwohner)
- Ilschhausen (ca. 104 Einwohner)
- Leidenhofen (ca. 902 Einwohner)
- Rauischholzhausen (ca. 1156 Einwohner)
- Roßberg (ca. 400 Einwohner)
- Wermertshausen (ca. 342 Einwohner)
- Wittelsberg (ca. 1006 Einwohner)

### Berge
Die höchste Erhebung des Gemeindegebietes ist mit 393 m über NHN der Leidenhöfer Kopf (südlich des namensgebenden Ortsteils). Weitere Erhebungen des Lumda-Plateaus sind Sennberg (383 m, östlich von Dreihausen) und Hattenberg (373 m, östlich von Roßberg). Der zu den Lahnbergen gehörige Frauenberg im Ortsteil Beltershausen-Frauenberg im Westen der Gemeinde ist 379 m hoch.

## Geschichte

### Gemeindebildung
Zum 31. Dezember 1971 fusionierten im Zuge der Gebietsreform in Hessen die bisher selbständigen Gemeinden Dreihausen und Heskem freiwillig zur neuen Gemeinde Ebsdorfergrund. Am 1. April 1972 kamen Roßberg, Wermertshausen und Wittelsberg hinzu. Kraft Landesgesetz wurde zum 1. Juli 1974 aus den bisherigen Gemeinden Ebsdorfergrund, Beltershausen, Ebsdorf, Hachborn, Ilschhausen, Leidenhofen und Rauischholzhausen die erweiterte Großgemeinde Ebsdorfergrund gebildet. Für alle ehemals eigenständigen Gemeinden von Ebsdorfergrund wurden Ortsbezirke mit Ortsbeirat und Ortsvorsteher nach der Hessischen Gemeindeordnung gebildet.

### Bevölkerung

#### Einwohnerstruktur
Nach den Erhebungen des Zensus 2011 lebten am Stichtag, dem 9. Mai 2011, in Ebsdorfergrund 8879 Einwohner. Darunter waren 212 (2,4 %) Ausländer, von denen 131 aus dem EU-Ausland, 39 aus anderen europäischen Ländern und 40 aus anderen Staaten kamen. (Bis zum Jahr 2019 erhöhte sich die Ausländerquote auf 3,7 %.) Nach dem Lebensalter waren 1623 Einwohner unter 18 Jahren, 3648 zwischen 18 und 49, 1965 zwischen 50 und 64 und 1965 Einwohner waren älter. Die Einwohner lebten in 3605 Haushalten. Davon waren 885 Singlehaushalte, 954 Paare ohne Kinder und 1344 Paare mit Kindern, sowie 357 Alleinerziehende und 75 Wohngemeinschaften. In 576 Haushalten lebten ausschließlich Senioren und in 2490 Haushaltungen leben keine Senioren.

#### Einwohnerentwicklung
| Ebsdorfergrund: Einwohnerzahlen von 1973 bis 2020      | Ebsdorfergrund: Einwohnerzahlen von 1973 bis 2020 | Ebsdorfergrund: Einwohnerzahlen von 1973 bis 2020 | Ebsdorfergrund: Einwohnerzahlen von 1973 bis 2020 | Ebsdorfergrund: Einwohnerzahlen von 1973 bis 2020 |
| ------------------------------------------------------ | ------------------------------------------------- | ------------------------------------------------- | ------------------------------------------------- | ------------------------------------------------- |
| Jahr                                                   |                                                   |                                                   |                                                   | Einwohner                                         |
| 1973                                                   | 1973                                              |                                                   | 7.544                                             | 7.544                                             |
| 1975                                                   | 1975                                              |                                                   | 7.704                                             | 7.704                                             |
| 1980                                                   | 1980                                              |                                                   | 7.929                                             | 7.929                                             |
| 1985                                                   | 1985                                              |                                                   | 8.057                                             | 8.057                                             |
| 1990                                                   | 1990                                              |                                                   | 8.354                                             | 8.354                                             |
| 1995                                                   | 1995                                              |                                                   | 8.957                                             | 8.957                                             |
| 2000                                                   | 2000                                              |                                                   | 8.948                                             | 8.948                                             |
| 2005                                                   | 2005                                              |                                                   | 8.990                                             | 8.990                                             |
| 2010                                                   | 2010                                              |                                                   | 8.886                                             | 8.886                                             |
| 2011                                                   | 2011                                              |                                                   | 8.879                                             | 8.879                                             |
| 2015                                                   | 2015                                              |                                                   | 8.900                                             | 8.900                                             |
| 2020                                                   | 2020                                              |                                                   | 8.997                                             | 8.997                                             |
| Quelle(n): Hessisches Statistisches Informationssystem |                                                   |                                                   |                                                   |                                                   |

#### Religionszugehörigkeit
| • 1987: | 6201 evangelische (= 77,8 %), 554 katholische (= 6,9 %), 1217 sonstige (= 15,3 %) Einwohner |
| • 2011: | 5943 evangelische (= 66,9 %), 794 katholische (= 8,9 %), 2142 sonstige (= 24,1 %) Einwohner |

## Politik

### Gemeindevertretung
Die Kommunalwahl am 14. März 2021 lieferte folgendes Ergebnis, in Vergleich gesetzt zu früheren Kommunalwahlen:
| Sitzverteilung in der Gemeindevertretung 2021Insgesamt 31 Sitze - SPD: 14 - Grüne: 4 - ÜBE/FWG: 7 - CDU: 6 | Parteien und Wählergemeinschaften | Parteien und Wählergemeinschaften                                         | 2021  | 2021  | 2016  | 2016  | 2011  | 2011  | 2006  | 2006  | 2001  | 2001  |
| Sitzverteilung in der Gemeindevertretung 2021Insgesamt 31 Sitze - SPD: 14 - Grüne: 4 - ÜBE/FWG: 7 - CDU: 6 | Parteien und Wählergemeinschaften | Parteien und Wählergemeinschaften                                         | %     | Sitze | %     | Sitze | %     | Sitze | %     | Sitze | %     | Sitze |
| Sitzverteilung in der Gemeindevertretung 2021Insgesamt 31 Sitze - SPD: 14 - Grüne: 4 - ÜBE/FWG: 7 - CDU: 6 | SPD                               | Sozialdemokratische Partei Deutschlands                                   | 45,0  | 14    | 47,4  | 15    | 51,5  | 16    | 53,6  | 17    | 56,1  | 17    |
| Sitzverteilung in der Gemeindevertretung 2021Insgesamt 31 Sitze - SPD: 14 - Grüne: 4 - ÜBE/FWG: 7 - CDU: 6 | ÜBE/FWG                           | Überparteiliche Bürgervereinigung Ebsdorfergrund/Freie Wählergemeinschaft | 23,9  | 7     | 25,3  | 8     | 12,6  | 4     | 14,1  | 4     | 16,6  | 5     |
| Sitzverteilung in der Gemeindevertretung 2021Insgesamt 31 Sitze - SPD: 14 - Grüne: 4 - ÜBE/FWG: 7 - CDU: 6 | CDU                               | Christlich Demokratische Union Deutschlands                               | 18,9  | 6     | 19,1  | 6     | 22,9  | 7     | 28,0  | 9     | 27,3  | 9     |
| Sitzverteilung in der Gemeindevertretung 2021Insgesamt 31 Sitze - SPD: 14 - Grüne: 4 - ÜBE/FWG: 7 - CDU: 6 | Grüne                             | Bündnis 90/Die Grünen                                                     | 12,2  | 4     | 8,2   | 2     | 12,9  | 4     | 4,4   | 1     | —     | —     |
| Sitzverteilung in der Gemeindevertretung 2021Insgesamt 31 Sitze - SPD: 14 - Grüne: 4 - ÜBE/FWG: 7 - CDU: 6 | Gesamt                            | Gesamt                                                                    | 100,0 | 31    | 100,0 | 31    | 100,0 | 31    | 100,0 | 31    | 100,0 | 31    |
| Sitzverteilung in der Gemeindevertretung 2021Insgesamt 31 Sitze - SPD: 14 - Grüne: 4 - ÜBE/FWG: 7 - CDU: 6 | Ungültige Stimmen in %            | Ungültige Stimmen in %                                                    | 2,3   | –     | 2,4   | –     | 3,2   | –     | 3,0   | –     | 2,2   | –     |
| Sitzverteilung in der Gemeindevertretung 2021Insgesamt 31 Sitze - SPD: 14 - Grüne: 4 - ÜBE/FWG: 7 - CDU: 6 | Wahlbeteiligung in %              | Wahlbeteiligung in %                                                      | 57,6  | 57,6  | 57,5  | 57,5  | 56,1  | 56,1  | 58,1  | 58,1  | 64,5  | 64,5  |

### Bürgermeister
Nach der hessischen Kommunalverfassung wird der Bürgermeister für eine sechsjährige Amtszeit gewählt, seit dem Jahr 1993 in einer Direktwahl, und ist Vorsitzender des Gemeindevorstands, dem in der Gemeinde Ebsdorfergrund neben dem Bürgermeister ehrenamtlich ein Erster Beigeordneter und sieben weitere Beigeordnete angehören. Bürgermeister ist seit dem 19. Dezember 2022 der parteiunabhängige Hanno Kern. Er wurde als Nachfolger von Andreas Schulz (SPD), der nach fünf Amtszeiten nicht wieder kandidiert hatte, am 11. September 2022 im ersten Wahlgang bei 65,34 Prozent Wahlbeteiligung mit 54,56 Prozent der Stimmen gewählt.
Amtszeiten der Bürgermeister
- 2022–2028 Hanno Kern[16]
- 1992–2022 Andreas Schulz (SPD)[17]
- 1973–1992 Otmar Wiegand (SPD)[20]

### Wappen und Flagge
| Wappen von Ebsdorfergrund | Blasonierung: „Das Gemeindewappen zeigt im goldenen Schild auf grünem Dreiberg einen roten Zinnenturm, belegt mit dem hessischen Schild.“                                                                                            |
| Wappen von Ebsdorfergrund | Wappenbegründung: Im Wappen wird die mittelalterliche Wittelsberger Schanze abgebildet; die den hessischen Landgrafen dazu diente, den Verkehr auf der Straße durch den Ebsdorfer Grund zwischen mainzischen Gebieten zu überwachen. |

Die Flagge ist dreigeteilt mit einer breiten roten Mittelbahn und besteht aus denselben Farben, wie das Wappen, das in der Mitte aufgelegt ist.

### Ortsbeiräte
Für alle Ortsteile besteht ein Ortsbezirk mit Ortsbeirat und Ortsvorsteher. Siehe in den jeweiligen Ortsteilen für Details.

### Gemeindepartnerschaften
Ebsdorfergrund unterhält mit folgenden Gemeinden eine Gemeindepartnerschaft:
- Bidford-on-Avon, England, Vereinigtes Königreich (seit 1980)
- Liniewo (Lienfelde), Woiwodschaft Pommern, Polen (seit 1998)

## Medien
In der Gemeinde Ebsdorfergrund erscheint als Tageszeitung die Oberhessische Presse (OP). Kostenlos werden die Wochenzeitungen Anzeiger extra mittwochs sowie win samstags, beide vom Verlag der OP herausgegeben, sowie die Mittelhessische Anzeigen-Zeitung (MAZ) am Mittwoch und das Sonntagmorgenmagazin (SMM) verteilt. Durch den Wittich-Verlag wird das wöchentliche Gemeinde-Mitteilungsblatt herausgegeben. Einmal im Monat erscheint das kostenlose Informationsblatt Grundblick.

## Verkehr
Durch die Gemeinde verläuft die Landesstraße 3048 von Fronhausen (Autobahnanschluss in Gießen über die B 3) nach Kirchhain. Die Landesstraße 3089 führt bei Ebsdorf durch die Gemeinde und verbindet Marburg mit Grünberg und Reiskirchen; die Landesstraße 3125, die durch Heskem und Dreihausen verläuft, verbindet Marburg mit Mücke.
Die 1905 eröffnete, vom Bahnhof Marburg Süd, durch das Gemeindegebiet zu den Basaltsteinbrüchen in Dreihausen verlaufende Marburger Kreisbahn wurde 1972 eingestellt.
Der öffentliche Nahverkehr wird von ALV Marburg/Oberhessen und den Stadtwerken Marburg bedient. Es verkehren 6 Buslinien, die teilweise durch ein Anrufsammeltaxi ergänzt werden.
- Linie 13:    Marburg–Bortshausen–Ebsdorf–Leidenhofen–Hachborn–Ilschhausen
- Linie MR-35: Heskem–Ebsdorf–Leidenhofen–Hachborn–Ilschhausen–Fronhausen
- Linie MR-80: Schweinsberg–Rauischholzhausen–Wittelsberg–Moischt–Marburg
- Linie MR-84: Kirchhain–Amöneburg–Erfurtshausen–Rauischholzhausen–Wittelsberg–Ginseldorf (Schulverkehr)
- Linie MR-86: Marburg–Frauenberg–Beltershausen–Heskem–Mölln–Dreihausen–Roßberg–Wermertshausen–Deckenbach
- Linie MR-87: Heskem–Moischt/Mardorf/Amöneburg (Schulverkehr)

## Einrichtungen
Im Roßberger Forst befindet sich eine Landessammelstelle für radioaktive Abfälle, die Ende der 1960er Jahre eingerichtet und im Laufe der 1990er modernisiert wurde. Es handelt sich hier um eine sog. Zwischenlagerstätte für radioaktive Stoffe aus Medizin, Forschung, Industrie und Gewerbe mit einem Gesamtvolumen von ca. 400 m³.

## Bilder aus der Gemeinde

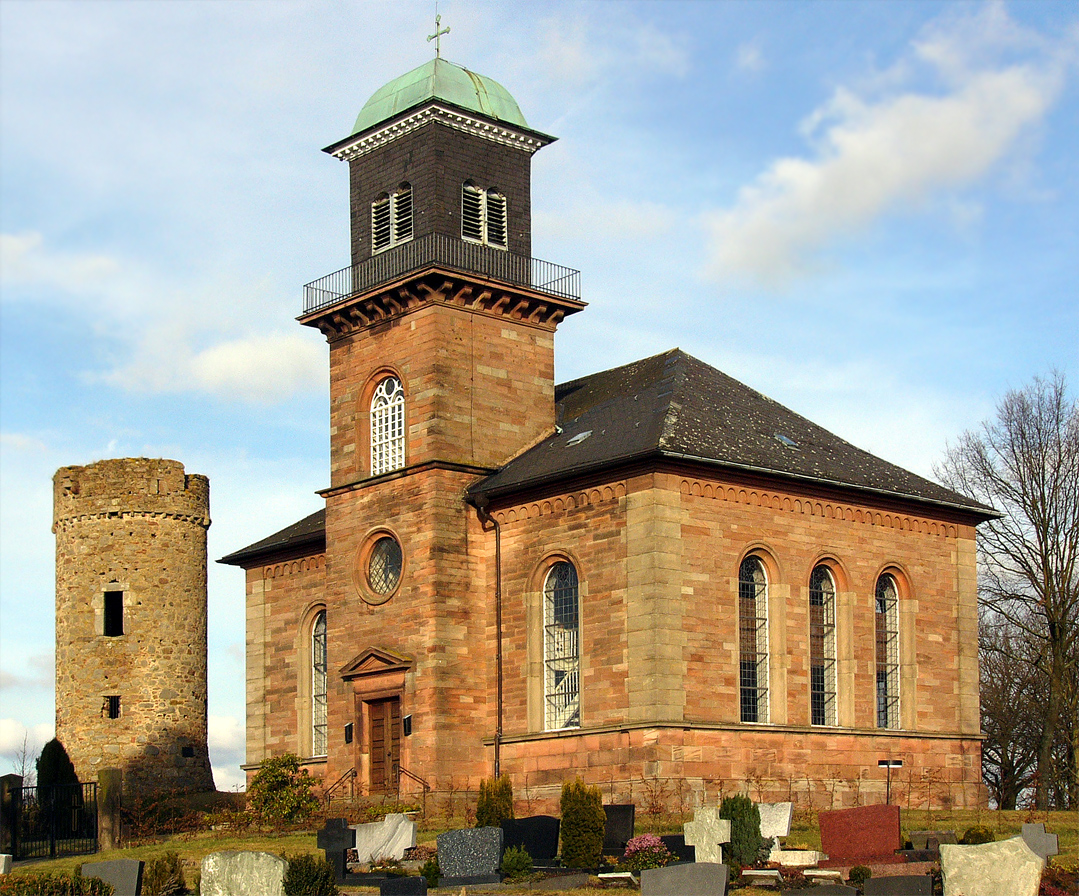
Warte mit Pfarrkirche in Wittelsberg
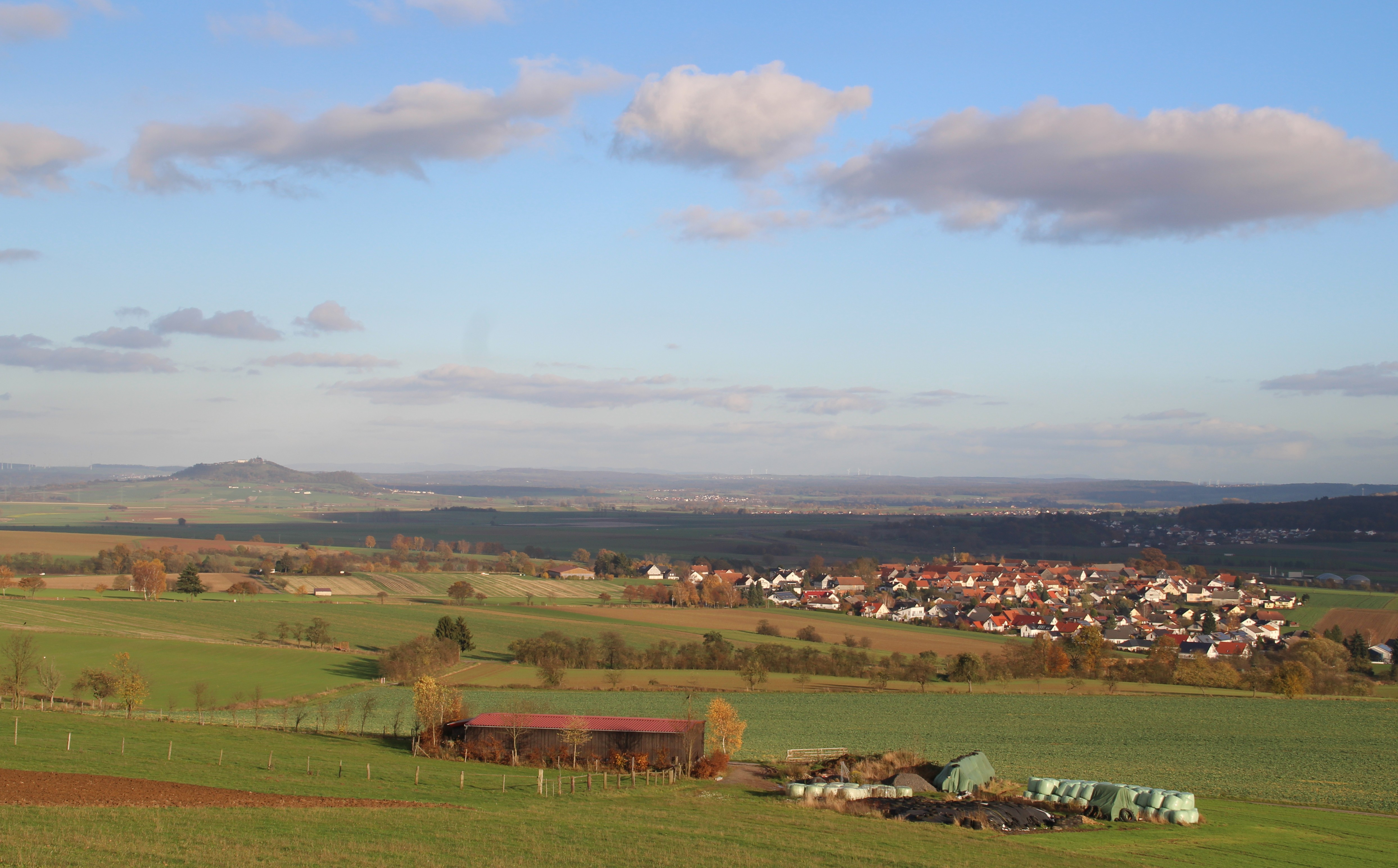
Blick auf die Siedlung Beltershausen vom Fuß des Frauenbergs. Links das Amöneburger Becken mit dem Ort Amöneburg auf einem Basaltkegel
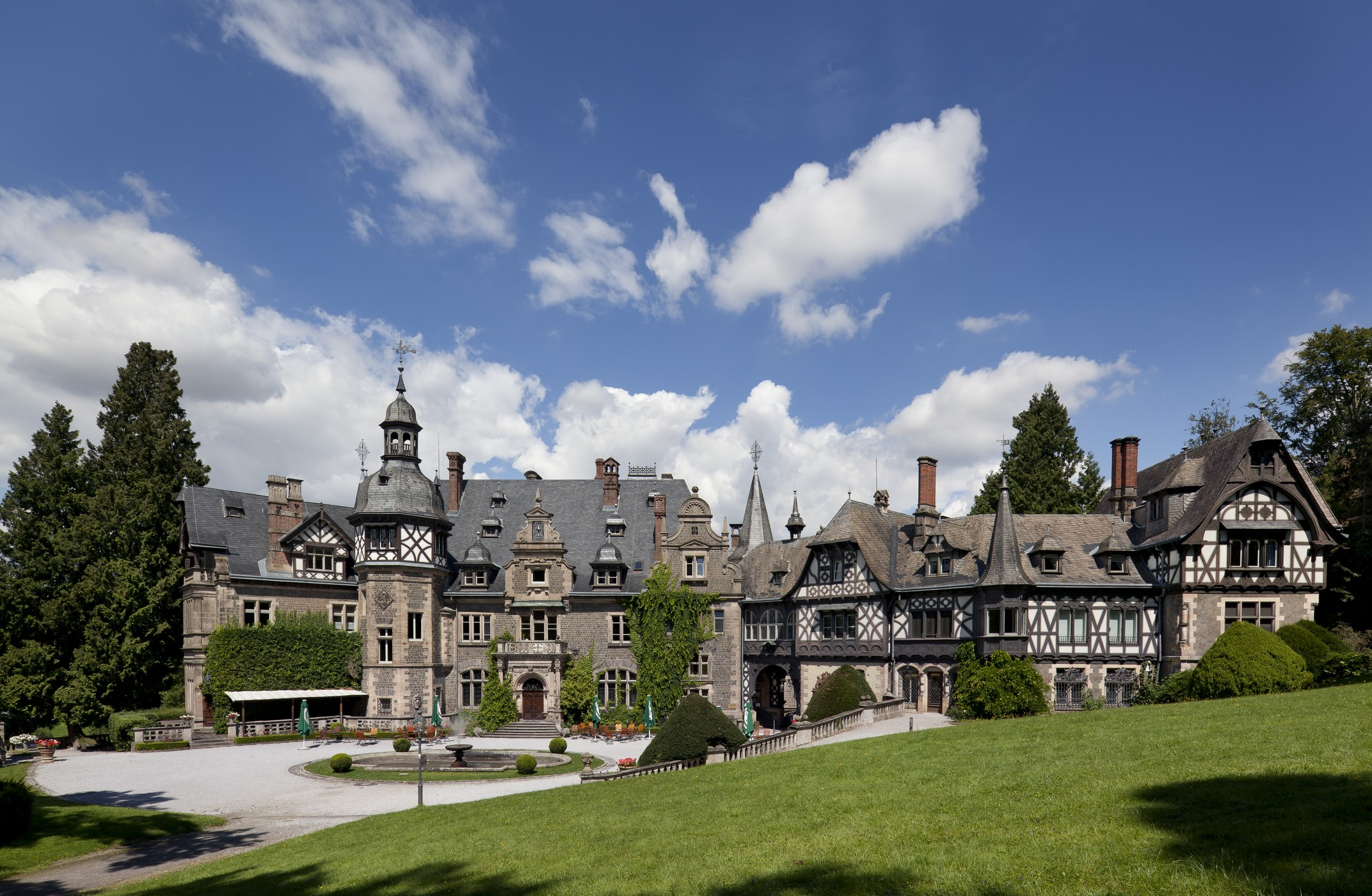
Schloss Rauischholzhausen
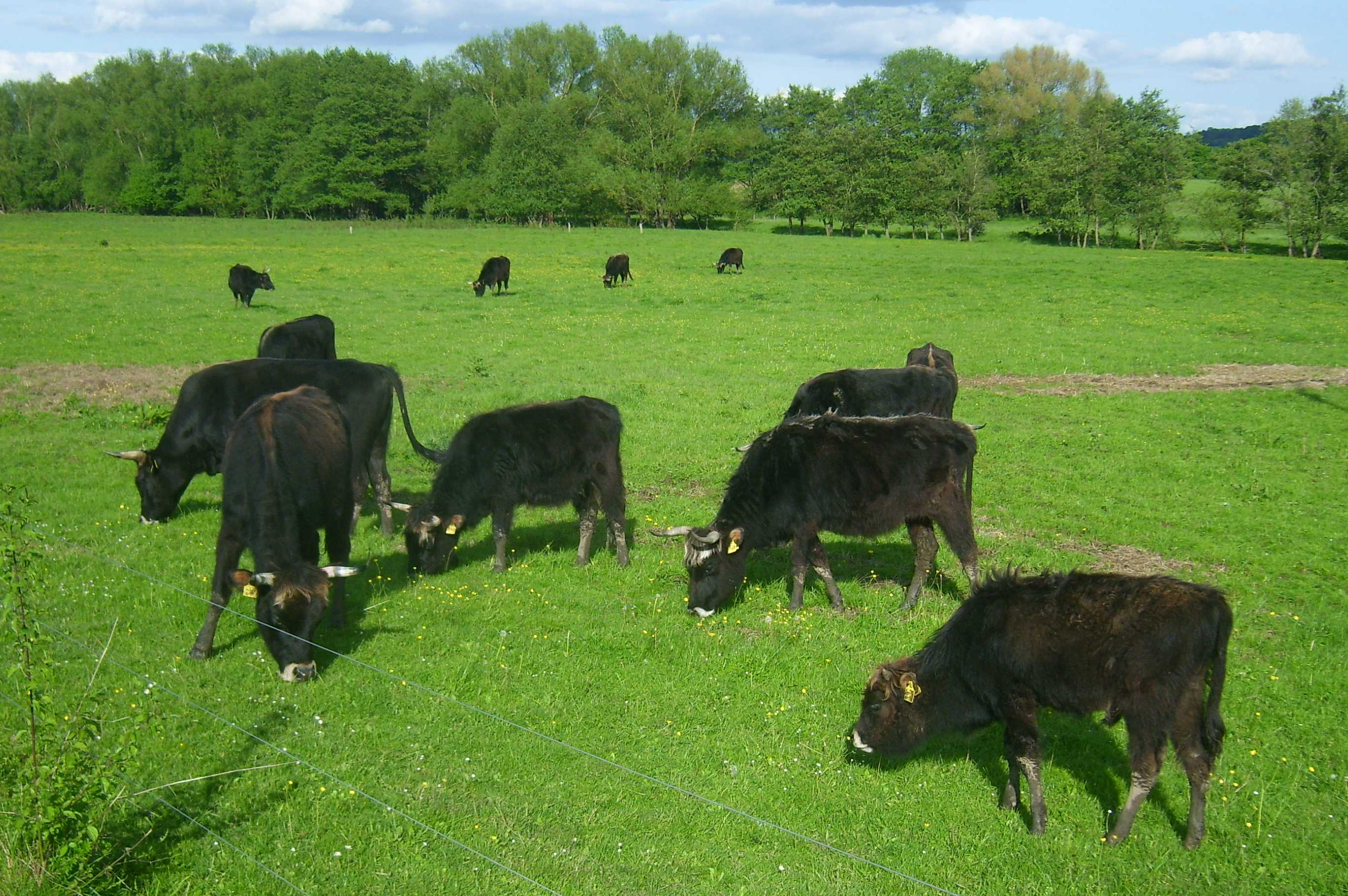
Heckrinder an der Aue der Zwester Ohm zwischen Ebsdorfund Hachborns, siehe Zwester Ohm#Heckrinder